# تاکه‌هارو ایشیموتو
تاکه‌هارو ایشیموتو (انگلیسی: Takeharu Ishimoto؛ زادهٔ ۲۹ مهٔ ۱۹۷۰) آهنگساز، گیتارنواز، و نوازنده پیانو اهل ژاپن است. وی از سال ۱۹۹۸ میلادی تاکنون مشغول فعالیت بوده‌است.